# Dietmar Hamann
Dietmar „Didi“ Hamann (* 27. srpna 1973, Waldsassen, Západní Německo) je bývalý německý fotbalista často hrající na postu defenzivního záložníka. Během své kariéry hrával za kluby FC Bayern Mnichov, Newcastle United, Liverpool či Manchester City. Rovněž býval německým reprezentantem.

## Klubová kariéra
Ve 20 letech se prosadil do A-týmu Bayernu Mnichov, kde strávil celkem 5 sezón.
Výkony na MS 1998 zaujaly anglický klub Newcastle United. Zde strávil pouhou sezónu, během které si zahrál 23 zápasů v Premier League a i když bylo 11. místo v tabulce zklamáním, Hamannovy výkony nikoliv. Z role ofenzivního záložníka se prosadil čtyřikrát.

### Liverpool
Po sezóně v Newcastle jej na přestup získal anglický velkoklub FC Liverpool, podle představ kouče Gérarda Houlliera měl být Hamann náhrada za Paula Inceho.
Houllier svěřil Hamannovi více defenzivní roli v záloze. To umožnilo talentovanému Stevenu Gerrardovi více se soustředit na útočné akce.
V první sezóně v Liverpoolu odehrál 28 ligových zápasů, tým skončil na 4. místě. V zápase proti Leedsu vstřelil svůj první gól ve svém novém klubu.
Druhá Hamannova sezóna 2000/01 byla povedená – Liverpool vybojoval tři trofeje – FA Cup, League Cup (Ligový pohár) a Pohár UEFA. Na zisku všech tří trofejí se výrazně podílel – zahrál si všechna tři finále jako hráč základní jedenáctky. Ve 30 zápasech Premier League vstřelil 4 góly, Liverpool skončil na 3. místě. Hamann v celé sezóně odehrál 53 zápasů.
V další sezóně 2001/02 nastoupil do 31 zápasů Premier League, tým ale znovu nedokázal získal ligový titul a na vedoucí Arsenal ztrácel z 2. místa 7 bodů. Ani další sezóny se nepodařilo získat první titul od roku 1990 – v sezóně 2002/03 skončil tým pátý, v sezóně 2003/04 skončil tým čtvrtý.
Výsledky připravily o místo trenéra Houlliera, na jeho místo přišel Španěl Rafael Benítez. Hamann si uchoval svou roli defenzivně laděného středopolaře po boku Gerrarda. Ačkoli tým skončil až pátý, vynahradil si vše v Evropě. Liverpoolská senzační jízda Ligou mistrů tým dovedla až do finále v Istanbulu proti AC Milán. Když tým po poločase prohrával 0:3, poslal trenér do druhé půle na hřiště Hamanna, který vystřídal pravého beka Stevea Finnana, který si přivodil zranění. Hamman dokázal zkrotit milánského brazilského špílmachra Kaká a v 56. minutě přihrál na gól dalšímu střídajícímu hráči, Šmicrovi, jenž snížil na 2:3. Branka Xabiho Alonsa dostala zápas do prodloužení a nakonec rozhodly penalty. Hamann tu svou proměnil a Liverpool senzačně zvítězil.
Ve své poslední sezóně za Reds ztratil místo v základní sestavě na úkor hráčů jako byli Xabi Alonso nebo Mohamed Sissoko. Reds získali třetí místo v sezóně 2005/06, Hamann se tak ligové trofeje nedočkal. Rozloučil se ale ziskem FA Cupu proti West Hamu, který Reds porazili po penaltovém rozstřelu 6:5.
V 71. minutě přišel na hřiště za Petera Crouche a při penaltě se nemýlil.

### Manchester City
Další 3 sezóny v Premier League nastupoval ve dresu manchesterských Citizens.

### Milton Keynes Dons
Závěr kariéry – sezónu 2010/11 – strávil na 1 sezónu v Milton Keynes Dons ve třetí anglické lize.

## Reprezentační kariéra
Trenér Berti Vogts dal Hamannovi první příležitost v reprezentaci 15. listopadu 1997 v přátelském duelu s Jihoafrickou republikou. Hamann nastoupil v základní sestavě a po 13 minutách se gólově prosadil. Zápas skončil výhrou 3:0.
Výkony za Bayern přiměli trenéra nominovat Hamanna na MS 1998. Ve věku 25 let patřil mezi nejmladší členy německého výběru. Úvodní utkání proti USA začal na lavičce náhradníků, ale v průběhu se dostal do hry, konkrétně v 50. minutě za Thomase Häßlera. Německo vyhrálo 2:0.
V zápase proti Jugoslávii nastoupil od začátku, o poločasové přestávce jej vystřídal Lothar Matthäus a Němci otočili stav zápasu z 0:2 na remízové 2:2.
Třetí zápas skupiny proti Íránu si zahrál opět jako střídající hráč, když nastoupil do druhého poločasu za Olafa Thona. Německo vyhrálo 2:0 a postoupilo.
Osmifinálové klání proti Mexiku Německo prohrávalo 0:1, ale Hamannova přihrávka Jürgenu Klinsmannovi na gól sehrála důležitou roli v obratu na 2:1.
Po Mexiku sehrál celé utkání i proti Chorvatsku. Němci se po vyloučení Wörnse sesypali a prohráli 0:3.

## Úspěchy
Bayern Mnichov
- Bundesliga
  - 1. místo (1993/94, 1996/97)
  - 2. místo (1995/96, 1997/98)
- Pohár DFB
  - 1. místo (1997/98)
- Evropská liga (ještě jako Pohár UEFA)
  - 1. místo (1995/96)

Liverpool
- Liga mistrů UEFA
  - 1. místo (2004/05)
- Evropská liga (ještě jako Pohár UEFA)
  - 1. místo (2000/01)
- Superpohár UEFA
  - 1. místo (2001, 2005)
- Premier League
  - 2. místo (2001/02)
  - 3. místo (2000/01, 2005/06)
- FA Cup
  - 1. místo (2000/01, 2005/06)
- League Cup
  - 1. místo (2000/01, 2002/03)

Německo
- Mistrovství světa
  - 2. místo (2002)